# Broszniów (gmina)
Broszniów – dawna gmina wiejska w powiecie dolińskim województwa stanisławowskiego II Rzeczypospolitej. Siedzibą gminy był Broszniów.
Gminę utworzono 1 sierpnia 1934 r. w ramach reformy na podstawie ustawy scaleniowej z dotychczasowych gmin wiejskich: Broszniów, Krechowice, Raków i Swaryczów.
Pod okupacją zniesiona i przekształcona w gminę Krechowice.